# Wilson Cary Nicholas

Wilson Cary Nicholas

Wilson Cary Nicholas (* 31. Januar 1761 in Williamsburg, Colony of Virginia; † 10. Oktober 1820 in Charlottesville, Virginia) war ein US-amerikanischer Politiker und von 1814 bis 1816 Gouverneur des Bundesstaates Virginia. Außerdem vertrat er seinen Staat in beiden Kammern des US-Kongresses.

## Frühe Jahre
Wilson Nicholas entstammte einer politisch aktiven Familie. Sein Vater Robert Carter wirkte an der Virginia Declaration of Rights mit. Sein Bruder John war von 1793 bis 1800 Abgeordneter im US-Repräsentantenhaus. Sein Neffe Robert (1793–1857) vertrat zwischen 1835 und 1840 den Staat Louisiana im US-Senat. Wilson Nicholas studierte am College of William & Mary. Er nahm auch am Unabhängigkeitskrieg teil.

## Aufstieg in den Senat
Zwischen 1784 und 1789 sowie von 1794 bis 1799 saß Nicholas im Abgeordnetenhaus von Virginia. Im Jahr 1788 war er auch Delegierter auf der Versammlung, die die Verfassung der Vereinigten Staaten ratifizierte. Nach dem Tod von Henry Tazewell wurde Wilson Nicholas als  dessen Nachfolger in den US-Senat gewählt. Dieses Mandat übte er zwischen dem 5. Dezember 1799 und dem 22. Mai 1804 aus. Dann trat er zurück, um die Zollbehörde im Hafen von Norfolk zu leiten. Sein Sitz im Senat ging an Andrew Moore.

## Kongressabgeordneter und Gouverneur von Virginia
Bis 1807 blieb Nicholas Leiter der Zollbehörde. Zwischen dem 4. März 1807 und dem 27. November 1809 war er Mitglied im US-Repräsentantenhaus. Von diesem Mandat trat er 1809 aus gesundheitlichen Gründen zurück. Danach zog er sich für einige Zeit aus der Politik zurück. Im Jahr 1814 wurde er als Kandidat der Demokratisch-Republikanischen Partei von der Legislative zum neuen Gouverneur seines Staates gewählt. Nach einer Wiederwahl im Jahr 1815 konnte er dieses Amt zwischen dem 11. Dezember 1814 und dem 11. Dezember 1816 bekleiden. Als Gouverneur versuchte er die Ausgaben Virginias, die für den Britisch-Amerikanischen Krieg angefallen waren, von der Bundesregierung erstattet zu bekommen. Die Früchte dieser Bemühungen konnte später sein Nachfolger James Patton Preston ernten. Er setzte sich auch für eine bessere Bildungspolitik ein.

## Weiterer Lebenslauf
Nach dem Ende seiner Gouverneurszeit war Nicholas für kurze Zeit Leiter der Filiale der Bank of the United States in Richmond. Danach verschlechterte sich sein Gesundheitszustand und er starb am 10. Oktober 1820 auf dem Landsitz „Tufton“ bei Charlottesville. Er wurde auf dem Familienfriedhof von Thomas Jefferson in Monticello begraben. Mit seiner Frau Margaret Smith hatte Wilson Nicholas zwei Kinder.